# Archie M. Gubbrud

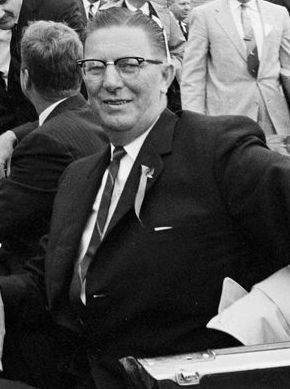
Archie M. Gubbrud

Archie Maxwell Gubbrud, född 31 december 1910 i Norway Township, South Dakota, död 26 april 1987 i Sioux Falls, South Dakota, var en amerikansk republikansk politiker. Han var den 22:a guvernören i delstaten South Dakota 1961-1965.
Gubbrud föddes i Lincoln County, South Dakota till Marius och Ella Gubbrud. Morfadern Andrew J. Rommeriam var en republikansk delstatspolitiker och vän med Peter Norbeck. Gubbrud utexaminerades 1929 från Augustana Academy.
Gubbrud var ledamot av South Dakota House of Representatives, underhuset i delstatens lagstiftande församling, 1951-1960 (talman åren 1959-1960). I 1960 års guvernörsval besegrade han knappt ämbetsinnehavaren Ralph Herseth. Två år senare besegrade Gubbrud Herseth på nytt i ett guvernörsval.
Gubbrud kandiderade 1968 till USA:s senat men förlorade mot sittande senatorn George McGovern. Gubbrud avled i lungcancer. Hans grav finns på Lands Lutheran Church Cemetery. Gubbrud var av norsk härkomst.